# Pol van Boekel
Paulus Hendrikus Martinus van Boekel, detto Pol (Vierlingsbeek, 19 settembre 1975) è un arbitro di calcio ed ex calciatore olandese.

## Carriera
Dopo essere stato calciatore, intraprende la carriera di arbitro, scalando le categorie inferiori e raggiungendo la Eredivisie nella stagione 2005-2006. Da allora ad oggi ha diretto oltre cento partite nella massima serie olandese.
È nominato internazionale a partire dal 1º gennaio 2008, facendo poi nel 2009 il suo esordio in una gara tra nazionali maggiori, in occasione dell'amichevole tra Lussemburgo ed Islanda il 14 novembre 2009.
Fa il suo esordio nei gironi di Europa League nel settembre 2011.
Nel marzo del 2016 è selezionato ufficialmente come arbitro di porta in vista di Euro 2016, nella squadra arbitrale capitanata dal connazionale Björn Kuipers.
Il 26 maggio 2021 è 3° AVAR nella finale di Europa League Villareal-Manchester United, coadiuvando i francesi François Letexier, Jerome Brisard e Benjamin Pages (rispettivamente VAR, 1° e 2° AVAR) e l'arbitro francese Clément Turpin.
Il 18 maggio 2022 è VAR nella finale di Europa League 2021-2022 Eintracht Francoforte-Rangers, coadiuvando l'arbitro sloveno Slavko Vinčić.
Il 23 aprile 2024 la UEFA lo ha convocato per il campionato d'Europa 2024 in Germania, nel ruolo di VAR insieme al collega Rob Dieperink, all'arbitro Danny Makkelie, agli assistenti Hessel Steegstra e Jan de Vries, ed ai colleghi Serdar Gözübüyük e Johan Balder nel ruolo di quarto ufficiale o riserva di assistente arbitrale.